# بيل بارنز (لاعب كرة قاعدة)
بيل بارنز (بالإنجليزية: Bill Barnes)‏ هو لاعب كرة قاعدة أمريكي، ولد في 13 أبريل 1858 في شاكوبي في الولايات المتحدة، وتوفي في 10 يوليو 1945 في سانت بول في الولايات المتحدة.